# جيوبينوس
جيوبيانوس (بالإنجليزية: Geobaenus) هو جنس من الخنافس الأرضية يتبع فصيلة سلكوتيات (Carabidae).  يوجد على الأقل أربعة أنواع موصوفة ضمن هذا الجنس.

## الأنواع
تنتمي الأنواع الأربعة التالية إلى جنس جيوبيانوس:
- Geobaenus australasiae Guérin-Méneville، 1830 – توجد في أستراليا.
- Geobaenus ingenuus Péringuey، 1896 – توجد في جنوب أفريقيا.
- Geobaenus lateralis Dejean، 1829 – توجد في جنوب أفريقيا.
- Geobaenus natalensis Basilewsky، 1949 – توجد في جنوب أفريقيا.